# Seila
Seila is een geslacht van weekdieren uit de klasse van de Gastropoda (slakken).

## Soorten
De volgende soorten zijn bij het geslacht ingedeeld:
- Seila adamsii (H. C. Lea, 1845)
- Seila africana Bartsch, 1915
- Seila albosutura (Tenison-Woods, 1876)
- Seila alfredensis Bartsch, 1915
- Seila angolensis Rolán & Fernandes, 1990
- Seila assimilata (C. B. Adams, 1852)
- † Seila attenuissima P. Marshall & R. Murdoch, 1920
- Seila bandorensis (Melvill, 1893)
- Seila bulbosa Suter, 1908
- Seila capricornia (Laseron, 1956)
- Seila carinata (E. A. Smith, 1872)
- Seila carquejai Rolán & Fernandes, 1990
- Seila chenui Jay & Drivas, 2002
- Seila cincta (Hutton, 1886)
- † Seila clifdenensis (Laws, 1941)
- Seila conica Cecalupo & Perugia, 2012
- Seila crocea (Angas, 1871)
- Seila crovatoi Cecalupo & Perugia, 2014
- Seila deaurata Rolán & Fernandes, 1990
- Seila decorata Cecalupo & Perugia, 2012
- Seila dextroversa (A. Adams & Reeve, 1850)
- Seila dilecta Marshall, 1978
- Seila elegantissima Marshall, 1978
- Seila exquisita Cecalupo & Perugia, 2012
- † Seila gagei Maxwell, 1992
- Seila hinduorum (Melvill, 1898)
- Seila incerta Cecalupo & Perugia, 2013
- Seila inchoata Rolán & Fernandes, 1990
- Seila insignis (May, 1911)
- Seila iredalei (Laseron, 1956)
- † Seila kaiparaensis (Laws, 1941)
- Seila kuiperi Rolán & Pelorce, 2006
- Seila laqueata (Gould, 1861)
- Seila lirata Sowerby III, 1897
- Seila mactanensis Cecalupo & Perugia, 2012
- Seila maculosa Laseron, 1951
- Seila magna Laseron, 1951
- Seila maoria Marshall, 1978
- Seila marmorata (Tate, 1893)
- Seila maxima Cecalupo & Perugia, 2014
- Seila montereyensis Bartsch, 1907
- Seila morishimai (Habe, 1970)
- Seila nigrofusca Laseron, 1951
- Seila parilis Rolán & Fernandes, 1990
- Seila pulmoensis DuShane & Draper, 1975
- Seila regia Marshall, 1978
- Seila retusa Cecalupo & Perugia, 2014
- Seila silviae Cecalupo & Perugia, 2012
- Seila smithi Bartsch, 1915
- Seila societatis Cecalupo & Perugia, 2014
- Seila subalbida Dall, 1927
- Seila tenuis Laseron, 1951
- Seila terebelloides (Hutton, 1873)
- Seila trilineata (Philippi, 1836)
- Seila vanuatuensis Cecalupo & Perugia, 2013
- Seila variabilis Cecalupo & Perugia, 2012
- Seila versluysi (Schepman, 1909)
- Seila wareni Cecalupo & Perugia, 2012

### Taxon inquirendum
- Seila posonbyi Turton, 1932

### Synoniemen
- Seila (Lyroseila) dilecta Marshall, 1978  => Seila dilecta Marshall, 1978
- Seila (Lyroseila) maculosa Laseron, 1951  => Seila maculosa Laseron, 1951
- Seila (Lyroseila) maoria Marshall, 1978  => Seila maoria Marshall, 1978
- Seila (Lyroseila) marmorata (Tate, 1893)  => Seila marmorata (Tate, 1893)
- Seila (Notoseila) africana Bartsch, 1915  => Seila africana Bartsch, 1915
- Seila (Notoseila) alfredensis Bartsch, 1915  => Seila alfredensis Bartsch, 1915
- Seila (Notoseila) clifdenensis (Laws, 1941) † r => Seila clifdenensis (Laws, 1941) †
- Seila (Notoseila) elegantissima Marshall, 1978  => Seila elegantissima Marshall, 1978
- Seila (Notoseila) hinduorum (Melvill, 1898)  => Seila hinduorum (Melvill, 1898)
- Seila (Notoseila) incerta Cecalupo & Perugia, 2013  => Seila incerta Cecalupo & Perugia, 2013
- Seila (Notoseila) kaiparaensis (Laws, 1941) †  => Seila kaiparaensis (Laws, 1941) †
- Seila (Notoseila) maxima Cecalupo & Perugia, 2014  => Seila maxima Cecalupo & Perugia, 2014
- Seila (Notoseila) morishimai (Habe, 1970)  => Seila morishimai (Habe, 1970)
- Seila (Notoseila) terebelloides (Hutton, 1873)  => Seila terebelloides (Hutton, 1873)

- Ondergeslacht Seila (Paraseila) Laseron, 1951  => Paraseila Laseron, 1951
  - Seila (Paraseila) silviae Cecalupo & Perugia, 2012  => Seila silviae Cecalupo & Perugia, 2012

- Seila attenuata Hedley, 1900  => Seilarex turritelliformis (Angas, 1877)
- Seila capitata Thiele, 1925  => Proseila capitata (Thiele, 1925)
- Seila dissimilis Suter, 1908  => Specula styliformis (Suter, 1908)
- Seila reunionensis Jay & Drivas, 2002  => Cerithiella reunionensis (Jay & Drivas, 2002)
- Seila terebralis (C. B. Adams, 1840)  => Seila adamsii (H. C. Lea, 1845)
- Seila yokoyamai Cossmann, 1923  => Cerithiella trisulcata (Yokoyama, 1922)